# Hajan
Hajan là một thị xã và là nơi đặt ủy ban khu vực quy hoạch (notified area committee) của quận Baramula thuộc bang Jammu và Kashmir, Ấn Độ.

## Địa lý
Hajan có vị trí 34°18′B 74°37′Đ / 34,3°B 74,62°Đ Nó có độ cao trung bình là 1556 mét (5104 feet).

## Nhân khẩu
Theo điều tra dân số năm 2001 của Ấn Độ, Hajan có dân số 9916 người. Phái nam chiếm 52% tổng số dân và phái nữ chiếm 48%. Hajan có tỷ lệ 32% biết đọc biết viết, thấp hơn tỷ lệ trung bình toàn quốc là 59,5%: tỷ lệ cho phái nam là 42%, và tỷ lệ cho phái nữ là 21%. Tại Hajan, 14% dân số nhỏ hơn 6 tuổi.